# Johann Jakob Meyer (Politiker)
Johann Jakob Meyer (* 29. Oktober 1763 in Zürich; † 17. Januar 1819 ebenda) war ein Schweizer Offizier und Politiker.

## Leben
Johann Jakob Meyer wurde als vierter Sohn des Seidenfabrikanten und Quartierhauptmann Heinrich Meyer (1732–1814) und dessen Ehefrau Regula (1732–1812), Tochter des Quartierhauptmanns Hans Caspar Landolt (1701–1760) geboren. Seine Brüder waren:
- Heinrich Meyer-Hirzel (1755–1828), Seidenbandfabrikant
- Melchior Meyer-Bürkli (1756–1836), Rittmeister und Gutsbesitzer auf Schloss Schwandegg
- Hans Meyer-Nüscheler (1757–1831), Kapitän der Kavallerie
- Johann Meyer-Escher vom Glas, (* 10. März 1768 Zürich; † 8. März 1845 ebenda), Seidenbandfabrikant

Nach dem Besuch der Schule besuchte er die Zürcher Kunstschule und reiste nach deren Beendigung im Juni 1780 aus fremdsprachlichem Interesse und zur kaufmännischen Ausbildung nach Genf. Von dort aus fuhr er im Frühjahr 1782 Genua und 1784 weiter nach Florenz. Im September 1784 kehrte er nach Zürich zurück und trat in die Handels- und Fabrikationsfirma seines Vaters ein. 1786 trat er eine Geschäftsreise nach Spanien und Portugal an, er kehrte im darauffolgenden Jahr über Frankreich wieder nach Hause zurück.
1792 führte er als Major eine Abteilung Zürcher Milizkräfte in die von den Franzosen bedrohte Stadt Genf. 1798 wurde er den Franzosen an die Kantonsgrenze entgegen gesandt, um sich mit diesen für eine Übergabe von Zürich zu verständigen. Im darauffolgenden Jahr unterhandelte er mit den Österreichern, die die Franzosen in der Ersten Schlacht um Zürich inzwischen vertrieben hatten. Dann übernahm er das Kommando eines in englischem Sold stehenden Bataillons von Zürcher Freiwilligen und kämpfte in der Zweiten Schlacht um Zürich mit den Franzosen, die dort die Russen geschlagen hatten, die die Österreicher ablösten. Nach der französischen Besetzung Zürichs floh er nach Lindau, von dort aus nach Memmingen und dann nach Tübingen; dort starb im Februar 1800 seine Ehefrau und Mutter von sieben Kindern.
Im Oktober 1800 konnte er wieder nach Zürich zurückkehren und verteidigte 1802 als Stadthauptmann die Stadt gegen die helvetischen Truppen. Anschliessend bildete sich in Zürich eine provisorische Regierung und Johann Jakob Meyer wurde am 22. September zu deren Mitglied gewählt und war für die Organisation der militärisch-polizeilichen Einrichtungen zuständig. Am 23. Oktober 1802 wurde er durch die Tagsatzung, die in Schwyz versammelt war, zum Oberst befördert und am 18. April 1803 Mitglied des Grossen Rates, dem er bis zu seinem Tod angehörte, nachdem er im Dezember 1814 nach der Verfassungs-Änderung erneut gewählt wurde.
Nach der französischen Niederlage bei Leipzig am 23. Dezember 1813 brach die napoleonische Ordnung der Schweiz zusammen. Dem Kanton Zürich wurde angesichts der Lage von der eidgenössischen Tagsatzung die Stellung eines Vorortes übertragen und in diesem Zusammenhang führte Meyer eine Brigade von drei Zürcher Reservebataillonen an die Landesgrenze, hierbei bekämpfte er einen Aufstand eines Teils der eidgenössischen Truppen.
Am 8. Februar 1816 übernahm er die Stelle des Oberamtmanns in Grüningen und trat seine Stelle am 4. Juni desselben Jahres an, daran geknüpft war auch die Präsidentschaft des Amtsgerichtes in Grüningen.
Johann Jakob Meyer war verheiratet mit Susanna (1770–1800), eine Tochter des Kaufmanns Jakob Christoph Meyer. Gemeinsam hatten sie neun Kinder, von denen drei in der Kindheit und zwei in der Jugendzeit verstarben. Namentlich sind bekannt:
- Heinrich Meyer-Hess (1789–1825), Staatsanwalt und Mitglied des Grossen Rats
- Friedrich Meyer-Schulthess (1792–1870), Offizier der französischen Schweizergarde und Kunstmaler
- Wilhelm Meyer-Ott (1797–1877), Stadtrat und Militärschriftsteller
- Ferdinand Meyer (1799–1840), Historiker und Ratsherr und Vater des Dichters Conrad Ferdinand Meyer (1825–1898).

Er besass zwischen 1805 und 1819 das Ritterhaus Bubikon, wo er in Kämmoos eine mechanische Baumwollspinnerei einrichtete.
Er war seit dem 13. Februar 1804 Mitglied der Gesellschaft der Schildner zum Schneggen.

## Schriften (Auswahl)
- Rede an die 3te Kolonne der Zürcherschen Truppen bey ihrem Marsche nach Genf: Gehalten vor dem Beinhause bey Murten am 6ten Oktober, 1792. 1792.
- Neues Formular-Buch, worin allerley Vorschriften von Contrakten und Traktaten, welchr im gemeinen Leben vorkommen enthalten sind: Für den Canton Zürich anwendbar. Orell, Füssli u. Comp, Zürich 1809.
- Johann Jacob Lavater, Staatsschreiber in Zürich; Johann Jakob Meyer: Einige Erinnerungen aus dem Leben des Seligen Herrn Oberst Johann Jakob Meyer, von Zürich: Seinen Freunden gewiedmet. Zürich 1820.